# Vilem Rozmberk
Vilem Rozmberk (1535-1592), más conocido como William Rosenberg o William Ursinus, nombre latinizado por el cual el doctor John Dee se refiere a él en sus diarios, fue un noble checo, virrey de Bohemia, al cual se le concedió la "Orden del Vellón de Oro", el mayor honor de los Habsburgo a un caballero, pese a ser católico en una corte protestante. Tenía además varias extensas posesiones y numerosos castillos repartidos por toda Bohemia.

## Biografía
Preocupado por no poder tener descendencia (se casó hasta cuatro veces para procurarse un heredero), y siendo gran aficionado a la 
astrología y la alquimia, contactó con el astrólogo inglés John Dee, cuando este visitó Praga para 
entrevistarse con el emperador Rodolfo II en 1585.
Puso a disposición del dúo alquimista formado por John Dee y Edward Kelley un castillo situado en la población de Třeboň (junio de 1586), equidistante tanto de Praga como de Viena, en donde se dedicaron por entero a sus investigaciones alquímicas, que presuntamente les proporcionaría tanto la piedra filosofal —para transformar cualquier metal en oro— como el elixir de la vida.
Al parecer se aprovecharon de su generosidad casi dos años (Dee, junto con su familia, abandonó el castillo rumbo a Inglaterra el 11 de marzo de 1588), aunque sin haberle proporcionado el oro que tan afanosamente buscaban en vano. Hay quien asegura que el misterioso Manuscrito Voynich fue escrito entre sus paredes, a la luz de los hornos, las retortas y los alambiques, y que encerraría grandes secretos alquímicos.
Más tarde Edward Kelley, con el favor del propio emperador, adquirió poder, posesiones e incluso un título nobiliario al ser nombrado Caballero, aunque tras su arresto, en 1593, falleció en la cárcel del Castillo de Praga en turbias circunstancias hacia 1595. Nadie pudo salvarlo, ya que Rozmberk, el único que podría haber intercedido ante Rodolfo II, había fallecido tres años antes que él.
- Datos: Q1357841
- Multimedia: Wilhelm von Rosenberg / Q1357841